# Alejandro Iturbe
Iturbe  Encabo est un nom espagnol. Le premier nom de famille, en général paternel, est Iturbe ; le second, en général maternel, souvent omis, est Encabo.
Alejandro Iturbe Encabo, couramment appelé Alejandro Iturbe, né le 2 septembre 2003 à Madrid, est un footballeur espagnol qui évolue au poste de gardien de but au Elche CF.

## Biographie

### Carrière en club
Iturbe est formé dès son plus jeune âge à l'Atlético de Madrid, avec qui il fait ses premières armes en Youth League lors de l'édition 2021-2022 dont l'Atlético termine demi-finaliste,.
Il ait ses débuts avec l'équipe réserve de l'Atlético de Madrid B en Segunda Federación le 18 septembre 2022, face au CD Coria (2-2).

### En sélections nationales
Avec l'équipe d'Espagne, Iturbe remporte le tournoi masculin de football aux Jeux olympiques 2024. Initialement appelé comme joueur de réserve, il disputera un match dans la compétition, en poules contre l'Égypte (défaite 1-2).
En juin 2025, il participe au championnat d'Europe espoirs.

## Palmarès

### En sélection
Espagne olympique
- Jeux olympiques :
  -  Médaillé d'or en 2024[7].